# Хејзинг
Хејзинг (енгл. hazing) је ритуализовано окрутно, понижавајуће поступање током иницијације по приступању одређеној групи.

## Посебности
Концепт хејзинга је донекле нејасан, постоји низ дефиниција које се разликују једна од друге у нијансама и примењују се у зависности од контекста. Хејзинг може бити повезан не само са прихватањем у заједницу, већ и са даљим одржавањем хијерархије у њој, али је у сваком случају усмерен на учеснике који се тек појављују. За разлику од малтретирања, хазовање је чисто ритуално, идеолошко деловање.
У принципу, хејзинг, не предвиђа могућност да жртва одбије да учествује. Може укључивати компоненте и физичког и психичког злостављања. Овај концепт укључује и једнократне радње и дуге периоде поновљених нежељених радњи. Манифестације хејзинга могу имати и насилне и разигране карактеристике (као и елементе еротике), а у зависности од тога који од њих преовладава, хејзинг има различите облике - од релативно безопасних (на пример, пливање на Нептунов дан) до трауматских и опасних: конзумирање јаких алкохолних пића, ускраћивања сна, дављења, голотиње, манипулације гениталијама до отвореног сексуалног насиља и многих других. 
Проблем хејзинга постоји у школама, универзитетима, спорту, војсци и криминалним заједницама. Оне манифестације дезинфекције које се не повезују са експлоатацијом жртава, већ са понижавањем њиховог достојанства, називају се дезовање. Класичан пример заједница у којима постоји традиција хејзинга су северноамеричка студентска братства.

## Психологија хејзинга
У зависности од природе малверзације, може оставити учеснике позитивне утиске о забавној игри или негативне утиске, укључујући психолошку трауму; у оба случаја, учесници нису били склони да пријаве своје учешће у хејзингу. Људи који су подвргнути хејзингу често се правдају тиме да на овај начин пролазе кроз тешка искушења, а они који их подвргну хејзингу правдају се тиме да им дају неко неопходно животно искуство. У исто време, хејзинг, као део иницијације, повећава групну посвећеност и жртвама и насилницима. Учесници се осећају више као део заједнице, одвојени од других (оних изван те заједнице), уграђени у хијерархију и имају повећан степенконформизма. Пуноправно чланство у групи, као резултат иницијације, обично се више цени ако се није лако стекло. Чланови групе који су били подвргнути хејзингу, заузврат, подвргавају будуће придошлице хејзингу, успостављајући се у свом новом статусу.

## Борба против хејзинга
Ритуали иницијације, укључујући и оне који укључују опасне тестове, постоје од давнина. Феномени у образовним окружењима слични хуизингу су забележени вековима (термин „пенализам“ се користи за означавање хуизинга у овом контексту). Иако поступци чланова заједнице који чине хузовање често сами по себи крше закон или интерна правила институција у којима заједница постоји, руководство ових институција може тајно или отворено одобравати хузовање, деле став да оно окупља заједницу и пружа неко неопходно искуство жртвама. Међутим, у данашње време, као и често до сада кроз историју, покушавају да се административним и другим мерама боре против хуњања. Дакле, већина америчких држава има законе који изричито забрањују омрзавање. Поред тога, предлаже се да се повећа свест потенцијалних жртава хуизинга о овом проблему, да се ради на психолошкој клими у заједницама које га практикују и да се становање замени другим обједињавајућим активностима. Ефикасност свих ових мера је предмет сталних истраживања и интензивне дебате. Посебна потешкоћа је у томе што се и конкретни случајеви и присуство стамбеног збрињавања као феномена уопште често заташкавају како од његових учесника, тако и од стране руководства институција у којима се то дешава.